# 직화구이

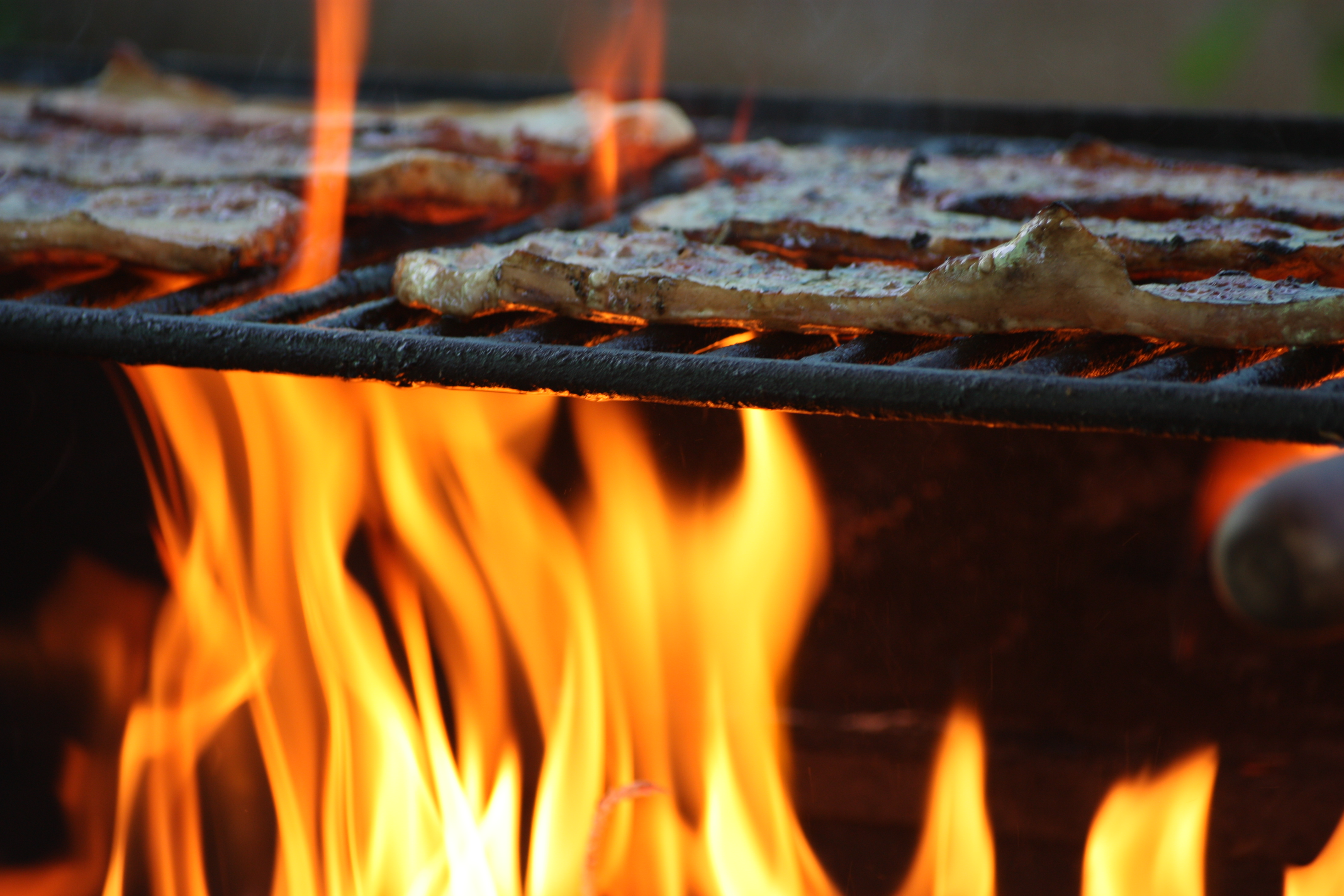

직화구이(直火--) 또는 그릴구이(grill--)는 식재료의 표면에 위, 아래, 또는 측면에서 직접 불로 지지는 건열 조리법(dry heat cooking)이다.
직화구이는 일반적으로 위, 아래 또는 측면에서 음식 표면에 열을 가하는 요리의 한 형태이다. 직회구이에는 일반적으로 상당한 양의 직접적인 복사열이 필요하며 고기와 야채를 빠르게 요리하는 데 사용되는 경향이 있다. 구울 음식은 오픈 그릴의 와이어를 모방하기 위해 주철/프라이팬 또는 그릴 팬(프라이팬과 유사하지만 융기가 돌출된 그릴)(위 또는 아래에 열원이 있는 석쇠와 같은 개방형 철망)에서 조리된다.
그릴을 사용할 때 음식으로의 열 전달은 주로 열복사를 통해 이루어진다. 그릴 팬이나 철판을 사용할 때 열 전달은 직접 전도를 통해 이루어진다. 미국에서는 굽는 열원이 위에서 오는 경우를 굽는 것을 브로일링(broiling)이라고 한다. 이 경우 음식을 담는 팬을 브로일러 팬(broiler pan)이라고 하며, 열전달은 열복사를 통해 이루어진다.
직접 직화구이를 하면 음식이 종종 260°C(500°F)를 초과하는 온도에 노출될 수 있다. 구운 고기는 마이야르 반응이라는 화학 과정을 통해 독특한 구운 향과 풍미를 얻는다. 마이야르 반응은 식품의 온도가 155°C(310°F)를 초과하는 경우에만 발생한다.
연구에 따르면 쇠고기, 돼지고기, 가금류 및 생선을 고온에서 조리하면 발암 물질인 헤테로고리 아민, 벤조피렌, 다환 방향족 탄화수소가 생성될 수 있는 것으로 나타났다. 재우기는 이러한 화합물의 형성을 줄여줄 수 있다. 구이 과정에서 손실된 지방과 주스가 더 건조한 음식을 만드는 데 도움이 될 수 있지만 직화구이는 종종 기름을 사용한 요리에 대한 건강한 대안으로 제시된다.

## 같이 보기
- 바비큐
- 뎃판야키